# Jasmine Tookes
Jasmine Tookes (ur. 1 lutego 1991 w Huntington Beach w Stanach Zjednoczonych) – amerykańska modelka i jeden z aniołków Victoria's Secret.

## Dzieciństwo
Jasmine urodziła się i wychowała w Huntington Beach. Jest córką Cary Danielle i Seana Lamara Tookes. Ma młodszą o 19 lat siostrę Chloe Danielle, która jest dziecięcą modelką. Tookes jest afroamerykanką, ale posiada korzenia brytyjskie, nigeryjskie i karaibskie (Barbados). Od dziecka interesowała się sportami tj. siatkówka czy softball. W wieku 5 lat zaczęła trenować gimnastykę artystyczną, z której zrezygnowała po 10 latach na rzecz modelingu. Jej matka pracowała jako stylistka gwiazd i to ona pomogła córce rozpocząć karierę. Jasmine miała wziąć tylko udział w jednej sesji, jednak zrobiła tak duże wrażenie, że podpisała kontrakt z agencją IMG Models.

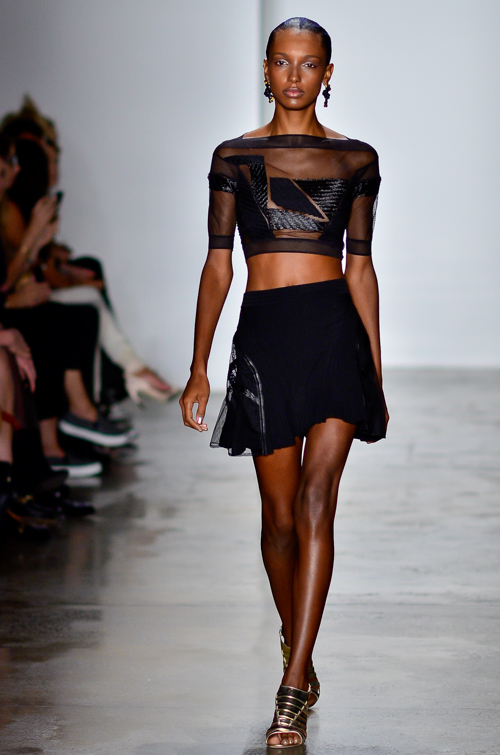
Jasmine Tookes podczas New York Fashion Week (2014)

## Modeling
Od dziecka jej inspiracją w modzie była Tyra Banks. Tookes rozpoczęła swoją karierę w wieku 15 lat. W 2010 roku wzięła udział w swoich pierwszych kampaniach reklamowych dla Gap oraz Ugg. Rok później ponownie podjęła współpracę z firmą Ugg oraz podpisała nowy kontrakt z DKNY. Jej praca przyczyniła się do pierwszej sesji okładkowej w jej karierze, która ukazała się w magazynie French Revue de Modes. W 2011 roku wzięła również udział w sesjach dla Calvin Klein oraz Vogue (Paryż i Włochy). Na wybiegach można było ją podziwiać podczas pokazów m.in.: Balmain, Calvin Klein, Chanel, Louis Vuitton, Marc Jacobs, Prada, Tom Ford, Vera Wang czy Versace. We wrześniu 2011 roku portal models.com ogłosił ją jako jedną z 10 najlepszych nowych twarzy modelingu. W tym samym roku w oparciu o jej pracę, została uznana przez czasopismo Style jako najlepsza modelka podczas wiosennych pokazów mody.
Rok później współpracowała z czasopismami Vogue (Niemcy, Włochy, Paryż), Numéro France czy W Magazine. Pojawiła się na wrześniowej okładce Lurve Magazine. W 2013 roku marka Lancôme wybrała Tookes jako jedną z twarzy swojej kampanii nowego serum do twarzy. W lutym tego samego roku ukazała się jej okładka w magazynie Elle Francja. W latach 2012−2013 wzięła udział w pokazach marek tj.: Burberry, Carolina Herrera, Dolce & Gabbana, Giorgio Armani, Hugo Boss, Oscar de la Renta, Paco Rabanne czy Stella McCartney.
W latach 2014–2015 była twarzą kampanii marek: Calvin Klein, L'Oreal, Lancôme oraz Ralph Lauren. Wzięła udział w sesjach dla magazynów tj.: Vogue (Włochy), Harper's Bazaar (Wietnam) czy Elle (Wielka Brytania). Wystąpiła podczas pokazów mody przygotowanych przez Hervé Léger, Ralph Lauren czy DKNY.
Na okładkach Vogue (Hiszpania), Harper's Bazaar (Malezja oraz Wietnam) oraz Costume Magazine pojawiła się rok później. Ponownie można było ujrzeć jej kampanie dla Calvina Klein oraz Ugg - dodatkowo reklamowała również produkty marek Jimmy Choo oraz Joe Fresh. Sesje z jej udziałem ukazały się w: Vogue (Hiszpania oraz Włochy), Glamour (USA oraz Hiszpania), Harper's Bazaar (Wietnam) oraz Self Magazine. Podczas pokazów wystąpiła na wybiegach Caroliny Herrery, Moschino, Oscara de la Renty oraz DKNY.
W kolejnych dwóch latach współpracowała przy sesjach z Vogue (USA oraz Arabia), Elle (Wielka Brytania), GQ (Afryka Płd) czy Harper's Bazaar (Kazachstan). Była twarzą kampanii marek: Bobbi Brown, Calvin Klein, Karen Millen, L'Oreal, Liu-Jo oraz Tommy Hilfiger. Wzięła udział łącznie w 5 pokazach kolekcji - Jeremy Scott, Jonathan Simkhai, Moschino, Prabal Gurung oraz Public School. Tookes pojawiła się również na okładkach: Elle (USA i Kanada), Harper's Bazaar (Kazachstan), GQ (Afryka Płd), Marie Claire (Indonezja) oraz Maxim Magazine.

### Victoria's Secret
Jasmine rozpoczęła współpracę z bieliźnianą marką w 2011 roku pozując do ich katalogu z kostiumami kąpielowymi. Od tamtej pory wzięła udział w kilkunastu kampaniach marki, prezentując również kolekcje bielizny, odzieży sportowej oraz perfum. Od 2012 roku Tookes bierze udział w corocznych pokazach marki. W 2015 roku została wybrana nowym aniołkiem Victoria's Secret wraz z innymi 9 modelkami. Rok później została wybrana do zaprezentowania tzw. Fantasy Bra. Prezentowany przez modelkę "Bright Night Fantasy Bra" został wykonany z 9000 kamieni szlachetnych (diamenty i szmaragdy) oraz 18-karatowego złota. Prace nad nim trwały ponad 700 godzin, a jego wartość została wyceniona na 3 mln $.

## Życie prywatne
W 2016 roku została sklasyfikowana na 17 miejscu rankingu magazynu Forbes wśród najlepiej zarabiających modelek z rocznym dochodem 4 mln $.
W latach 2012–2016 partnerem życiowym modelki był duński model Tobias Sorensen. Od 2016 roku partnerem Tookes jest Juan David Borrero - który na co dzień współpracuje z firmą Snapchat.